# 塩塚誠
塩塚 誠（しおづか まこと）は、日本の漫画家。愛媛県出身。

## 作品リスト

### 連載
- 終末のフール（原作：伊坂幸太郎、『ヤングジャンプ増刊 漫革』2006年Vol.54 - 2007年Vol.59）
- シンバ・ラ・ダ（原作：岡エリ、『週刊ヤングジャンプ』2011年15号 - 同年51号）
- 人間カード（原作：黒井嵐輔、『マンガボックス』2017年3月10日 - 2020年1月21日）
- 魔女大戦 32人の異才の魔女は殺し合う（原作：河本ほむら、『月刊コミックゼノン』2020年12月号 - 連載中）

### 読み切り
- LINE〜ライン〜（『週刊ヤングジャンプ』2005年42号）
- LOVE-LESS（原作：瑞智士記、『ヤングジャンプ増刊 漫革』2008年Vol.62）
- ヒトリボッチ（『月刊ヤングジャンプ』2008年Vol.2）
- 桃と桜（『フレッシュガンガン』2010年春号）
- meminisse 〜サイ×ライ〜（『月刊コミックアライブ』2013年12月号）

### 書籍
- 『終末のフール』、原作：伊坂幸太郎、集英社〈ヤングジャンプ コミックス〉、2007年12月発行、ISBN 978-4-08-877367-4
- 『シンバ・ラ・ダ』、原作：岡エリ、集英社〈ヤングジャンプ コミックス〉2011年、全3巻
- 『人間カード』、原作：黒井嵐輔、アース・スターエンターテイメント〈アース・スター コミックス〉2017年 - 2020年、全6巻
- 『魔女大戦 32人の異才の魔女は殺し合う』、原作：河本ほむら、コアミックス〈ゼノンコミックス〉2021年 - 、既刊13巻（2025年7月18日現在）